# Повіт Мінамі-Айдзу
Пові́т Міна́мі-А́йдзу (яп. 南会津郡, みなみあいづぐん, МФА: [mʲinamʲi ai̯d͡zu guɴ]) — повіт в префектурі Фукусіма, Японія. 